# Haruki Kanashiro
Haruki Junior Kanashiro Culquimboz, más conocido como Haruki Kanashiro  (金城春木 Kanashiro Haruki?,  Lima, Perú, 11 de septiembre de 1977) es un exfutbolista peruano de ascendencia japonesa. Jugaba de arquero y su último equipo fue Alianza Universidad de la Segunda División del Perú.

## Clubes
| Club                | País | Año       |
| ------------------- | ---- | --------- |
| Deportivo AELU      | Perú | 2000-2003 |
| Sport Áncash        | Perú | 2004      |
| La Peña             | Perú | 2005      |
| Deportivo Municipal | Perú | 2006-2007 |
| La Peña             | Perú | 2008-2009 |
| León de Huánuco     | Perú | 2009-2011 |
| Alianza Cristiana   | Perú | 2013      |
| Alianza Universidad | Perú | 2014      |

## Palmarés

### Campeonatos nacionales
| Título           | Club                | País | Año  |
| ---------------- | ------------------- | ---- | ---- |
| Copa Perú        | Sport Áncash        | Perú | 2004 |
| Segunda División | Deportivo Municipal | Perú | 2006 |
| Copa Perú        | León de Huánuco     | Perú | 2009 |

### Distinciones individuales
| Distinción                                                                             | Año  |
| -------------------------------------------------------------------------------------- | ---- |
| Incluido en el equipo ideal de la Copa Perú según el portal periodístico DeChalaca.com | 2009 |